# Betty Cuthbert
Elizabeth "Betty" Cuthbert (Ermington, Nueva Gales del Sur; 20 de abril de 1938-Mandurah, Australia Occidental; 6 de agosto de 2017) fue una atleta australiana especialista en pruebas de velocidad que ganó cuatro medallas de oro olímpicas.

## Trayectoria deportiva
El 16 de septiembre de 1956 con tan solo 18 años logró batir en Sídney el récord mundial de los 200 metros lisos con 23,2 segundos, a raíz de su hazaña fue apodada "Golden Girl" (chica de oro) por sus compatriotas, y se convirtió en una celebridad.
Unas semanas más tarde se convirtió en la gran heroína de los Juegos Olímpicos de Melbourne 1956 celebrados en su país, al ganar tres medallas de oro (100, 200 y relevos 4 x 100 metros) siendo la sucesora de Marjorie Jackson, campeona de 100 y 200 metros en los anteriores Juegos Olímpicos de Helsinki 1952.
Cuatro años más tarde participó en los Juegos Olímpicos de Roma 1960, donde intentó revalidar sus títulos, pero una inoportuna lesión durante una eliminatoria de los 100 metros le obligó a retirarse no pudiendo continuar la competición.
Sin embargo cuatro años más tarde llegaría en plena forma a los siguientes Juegos, los de Tokio 1964, donde consiguió ganar la medalla de oro en los 400 metros lisos con un tiempo de 52,0 segundos, en la primera vez que se disputaba esta prueba en unos Juegos Olímpicos por lo que estableció el récord olímpico. Después de estos Juegos se retiró de la práctica atlética.
Hasta hoy Betty Cuthbert es la única persona (hombre o mujer) que ha ganado el oro olímpico en las tres pruebas de velocidad: 100, 200 y 400 metros.
A lo largo de su carrera deportiva batió 14 récords del mundo en diferentes distancias, desde los 60 hasta las 440 yardas, 10 de ellos en pruebas individuales y 4 en relevos. Curiosamente, nunca llegó a tener el récord mundial de los 100 metros.
En 1979 los médicos le diagnosticaron esclerosis múltiple, una enfermedad degenerativa. Sin embargo eso no le ha impedido seguir colaborando en numerosas actividades, principalmente en causas humanitarias y también está vinculada a movimientos cristianos progresistas.
Es una figura muy querida y respetada en Australia y durante la ceremonia inaugural de los Juegos Olímpicos de Sídney 2000 recibió un merecido homenaje siendo una de las últimas portadoras de la antorcha olímpica. Su imagen en silla de ruedas mientras llevaba la antorcha fue un momento muy emotivo.

## Marcas personales
- 100 metros - 11,4 (Melbourne, 1956)
- 200 metros - 23,1 (Hobart, 1960)
- 400 metros - 52,0 (Tokio, 1964)